# Zarządy województw I kadencji

Początkowe koalicje w sejmikach (według komitetów wyborczych)

Zarządy województw I kadencji – składy 16 zarządów województw w Polsce I kadencji (1999–2002) wybranych w następstwie wyborów samorządowych.

## Zarząd Województwa Dolnośląskiego I kadencji
| Funkcja                                    | Imię i nazwisko (reprezentowane ugrupowanie) | Imię i nazwisko (reprezentowane ugrupowanie) | Czas pełnienia funkcji | Czas pełnienia funkcji |
| Funkcja                                    | Imię i nazwisko (reprezentowane ugrupowanie) | Imię i nazwisko (reprezentowane ugrupowanie) | Od                     | Do                     |
| ------------------------------------------ | -------------------------------------------- | -------------------------------------------- | ---------------------- | ---------------------- |
| Marszałek Województwa Dolnośląskiego       |                                              | Jan Waszkiewicz (AWS, RS AWS)                | 1 stycznia 1999(dts)   | 28 grudnia 2001(dts)   |
| Wicemarszałek Województwa Dolnośląskiego   |                                              | Andrzej Kosiór (UW)                          | 1 stycznia 1999(dts)   | 28 grudnia 2001(dts)   |
| Wicemarszałek Województwa Dolnośląskiego   |                                              | Krzysztof Prędki (AWS)                       | 1 stycznia 1999(dts)   | 28 grudnia 2001(dts)   |
| Członek Zarządu Województwa Dolnośląskiego |                                              | Grzegorz Roman (UW)                          | 1 stycznia 1999(dts)   | 28 grudnia 2001(dts)   |
| Członek Zarządu Województwa Dolnośląskiego | Artur Zieliński (UW)                         | 1 stycznia 1999(dts)                         | 28 grudnia 2001(dts)   |                        |
| Członek Zarządu Województwa Dolnośląskiego | Artur Zieliński (UW)                         | 28 grudnia 2001(dts)                         | 31 stycznia 2003(dts)  |                        |
| Marszałek Województwa Dolnośląskiego       | Emilian Stańczyszyn (UW)                     | 28 grudnia 2001(dts)                         | 31 stycznia 2003(dts)  |                        |
| Wicemarszałek Województwa Dolnośląskiego   |                                              | Janusz Pezda (SLD)                           | 28 grudnia 2001(dts)   | 31 stycznia 2003(dts)  |
| Wicemarszałek Województwa Dolnośląskiego   | Leszek Ryk (SLD)                             | 28 grudnia 2001(dts)                         | 31 stycznia 2003(dts)  |                        |
| Członek Zarządu Województwa Dolnośląskiego | Czesław Drąg (SLD)                           | 28 grudnia 2001(dts)                         | 31 stycznia 2003(dts)  |                        |

## Zarząd Województwa Kujawsko-Pomorskiego I kadencji
| Funkcja                                          | Imię i nazwisko (reprezentowane ugrupowanie) | Imię i nazwisko (reprezentowane ugrupowanie) | Czas pełnienia funkcji | Czas pełnienia funkcji |
| Funkcja                                          | Imię i nazwisko (reprezentowane ugrupowanie) | Imię i nazwisko (reprezentowane ugrupowanie) | Od                     | Do                     |
| ------------------------------------------------ | -------------------------------------------- | -------------------------------------------- | ---------------------- | ---------------------- |
| Marszałek Województwa Kujawsko-Pomorskiego       |                                              | Waldemar Achramowicz (SLD)                   | 1 stycznia 1999(dts)   | 26 listopada 2002(dts) |
| Wicemarszałek Województwa Kujawsko-Pomorskiego   | Władysław Kubiak (SLD)                       | 1 stycznia 1999(dts)                         | 26 listopada 2002(dts) |                        |
| Wicemarszałek Województwa Kujawsko-Pomorskiego   | Jan Szopiński (SLD)                          | 1 stycznia 1999(dts)                         | 26 listopada 2002(dts) |                        |
| Członek Zarządu Województwa Kujawsko-Pomorskiego |                                              | Maria Kurnatowska (PSL)                      | 1 stycznia 1999(dts)   | 26 listopada 2002(dts) |
| Członek Zarządu Województwa Kujawsko-Pomorskiego |                                              | Dariusz Łyjak (SLD)                          | 1 stycznia 1999(dts)   | 26 listopada 2002(dts) |

## Zarząd Województwa LubelskiegoI kadencji
| Funkcja                                 | Imię i nazwisko (reprezentowane ugrupowanie) | Imię i nazwisko (reprezentowane ugrupowanie) | Czas pełnienia funkcji    | Czas pełnienia funkcji    |
| Funkcja                                 | Imię i nazwisko (reprezentowane ugrupowanie) | Imię i nazwisko (reprezentowane ugrupowanie) | Od                        | Do                        |
| --------------------------------------- | -------------------------------------------- | -------------------------------------------- | ------------------------- | ------------------------- |
| Marszałek Województwa Lubelskiego       |                                              | Arkadiusz Bratkowski (PSL)                   | 1 stycznia 1999(dts)      | 29 października 2001(dts) |
| Wicemarszałek Województwa Lubelskiego   |                                              | Krzysztof Szydłowski (SLD)                   | 1 stycznia 1999(dts)      | 29 października 2001(dts) |
| Wicemarszałek Województwa Lubelskiego   | Mirosław Złomaniec (SLD)                     | 1 stycznia 1999(dts)                         | 29 października 2001(dts) |                           |
| Wicemarszałek Województwa Lubelskiego   | Mirosław Złomaniec (SLD)                     | 29 października 2001(dts)                    | 10 grudnia 2002(dts)      |                           |
| Członek Zarządu Województwa Lubelskiego |                                              | Janusz Szpak (PSL)                           | 1 stycznia 1999(dts)      | 29 października 2001(dts) |
| Członek Zarządu Województwa Lubelskiego | 29 października 2001(dts)                    | Janusz Szpak (PSL)                           | 10 grudnia 2002(dts)      |                           |
| Członek Zarządu Województwa Lubelskiego | Edward Wojtas (PSL)                          | 1 stycznia 1999(dts)                         | 29 października 2001(dts) |                           |
| Członek Zarządu Województwa Lubelskiego | Edward Wojtas (PSL)                          | 29 października 2001(dts)                    | 10 grudnia 2002(dts)      |                           |
| Marszałek Województwa Lubelskiego       | Edward Hunek (PSL)                           | 29 października 2001(dts)                    | 10 grudnia 2002(dts)      |                           |
| Wicemarszałek Województwa Lubelskiego   |                                              | Piotr Włoch (SLD)                            | 29 października 2001(dts) | 10 grudnia 2002(dts)      |

## Zarząd Województwa Lubuskiego I kadencji
| Funkcja                                | Imię i nazwisko (reprezentowane ugrupowanie) | Imię i nazwisko (reprezentowane ugrupowanie) | Czas pełnienia funkcji | Czas pełnienia funkcji |
| Funkcja                                | Imię i nazwisko (reprezentowane ugrupowanie) | Imię i nazwisko (reprezentowane ugrupowanie) | Od                     | Do                     |
| -------------------------------------- | -------------------------------------------- | -------------------------------------------- | ---------------------- | ---------------------- |
| Marszałek Województwa Lubuskiego       |                                              | Andrzej Bocheński (SLD)                      | 1 stycznia 1999(dts)   | 26 listopada 2002(dts) |
| Wicemarszałek Województwa Lubuskiego   |                                              | Jolanta Fedak (PSL)                          | 1 stycznia 1999(dts)   | 12 listopada 2001(dts) |
| Wicemarszałek Województwa Lubuskiego   |                                              | Edward Fedko (SLD)                           | 1 stycznia 1999(dts)   | 26 listopada 2002(dts) |
| Członek Zarządu Województwa Lubuskiego | Maciej Kałuski (SLD)                         | 1 stycznia 1999(dts)                         | 26 listopada 2002(dts) |                        |
| Członek Zarządu Województwa Lubuskiego |                                              | Marek Żeromski (PSL)                         | 1 stycznia 1999(dts)   | 26 listopada 2002(dts) |
| Wicemarszałek Województwa Lubuskiego   | Bogusław Bil (PSL)                           | 20 grudnia 2001(dts)                         | 26 listopada 2002(dts) |                        |

## Zarząd Województwa Łódzkiego I kadencji
| Funkcja                               | Imię i nazwisko (reprezentowane ugrupowanie) | Imię i nazwisko (reprezentowane ugrupowanie) | Czas pełnienia funkcji | Czas pełnienia funkcji |
| Funkcja                               | Imię i nazwisko (reprezentowane ugrupowanie) | Imię i nazwisko (reprezentowane ugrupowanie) | Od                     | Do                     |
| ------------------------------------- | -------------------------------------------- | -------------------------------------------- | ---------------------- | ---------------------- |
| Marszałek Województwa Łódzkiego       |                                              | Waldemar Matusewicz (SLD)                    | 1 stycznia 1999(dts)   | 31 stycznia 2001(dts)  |
| Wicemarszałek Województwa Łódzkiego   | Leszek Konieczny (SLD)                       | 1 stycznia 1999(dts)                         | 19 listopada 2002(dts) |                        |
| Wicemarszałek Województwa Łódzkiego   |                                              | Marian Łabędzki (PSL)                        | 1 stycznia 1999(dts)   | 19 listopada 2002(dts) |
| Członek Zarządu Województwa Łódzkiego | Stanisław Olas (PSL)                         | 1 stycznia 1999(dts)                         | 19 listopada 2002(dts) |                        |
| Członek Zarządu Województwa Łódzkiego | Krystyna Ozga (PSL)                          | 1 stycznia 1999(dts)                         | 19 listopada 2002(dts) |                        |
| Marszałek Województwa Łódzkiego       |                                              | Mieczysław Teodorczyk (SLD)                  | 1 lutego 2001(dts)     | 19 listopada 2002(dts) |

## Zarząd Województwa Małopolskiego I kadencji
| Funkcja                                   | Imię i nazwisko (reprezentowane ugrupowanie)  | Imię i nazwisko (reprezentowane ugrupowanie) | Czas pełnienia funkcji | Czas pełnienia funkcji |
| Funkcja                                   | Imię i nazwisko (reprezentowane ugrupowanie)  | Imię i nazwisko (reprezentowane ugrupowanie) | Od                     | Do                     |
| ----------------------------------------- | --------------------------------------------- | -------------------------------------------- | ---------------------- | ---------------------- |
| Marszałek Województwa Małopolskiego       |                                               | Marek Nawara (AWS / Małopolska Prawica, RS)  | 1 stycznia 1999(dts)   | 20 listopada 2002(dts) |
| Wicemarszałek Województwa Małopolskiego   | Andrzej Sasuła (AWS / Małopolska Prawica, RS) | 1 stycznia 1999(dts)                         | 20 listopada 2002(dts) |                        |
| Wicemarszałek Województwa Małopolskiego   |                                               | Janusz Sepioł (UW / PO)                      | 1 stycznia 1999(dts)   | 20 listopada 2002(dts) |
| Członek Zarządu Województwa Małopolskiego | Marcin Pawlak (AWS, SKL / PO)                 | 1 stycznia 1999(dts)                         | 20 listopada 2002(dts) |                        |
| Członek Zarządu Województwa Małopolskiego |                                               | Jan Wieczorkowski (AWS / Małopolska Prawica) | 1 stycznia 1999(dts)   | 20 listopada 2002(dts) |

## Zarząd Województwa Mazowieckiego I kadencji
| Funkcja                                   | Imię i nazwisko (reprezentowane ugrupowanie) | Imię i nazwisko (reprezentowane ugrupowanie) | Czas pełnienia funkcji | Czas pełnienia funkcji    |
| Funkcja                                   | Imię i nazwisko (reprezentowane ugrupowanie) | Imię i nazwisko (reprezentowane ugrupowanie) | Od                     | Do                        |
| ----------------------------------------- | -------------------------------------------- | -------------------------------------------- | ---------------------- | ------------------------- |
| Marszałek Województwa Mazowieckiego       |                                              | Zbigniew Kuźmiuk (PSL)                       | 1 stycznia 1999(dts)   | 10 grudnia 2001(dts)      |
| Wicemarszałek Województwa Mazowieckiego   | Jerzy Dobek (PSL)                            | 1 stycznia 1999(dts)                         | 10 grudnia 2001(dts)   |                           |
| Wicemarszałek Województwa Mazowieckiego   | Jerzy Dobek (PSL)                            | 10 grudnia 2001(dts)                         | 26 listopada 2002(dts) |                           |
| Wicemarszałek Województwa Mazowieckiego   |                                              | Leszek Mizieliński (SLD)                     | 1 stycznia 1999(dts)   | 29 października 2001(dts) |
| Członek Zarządu Województwa Mazowieckiego |                                              | Henryk Kisielewski (PSL)                     | 1 stycznia 1999(dts)   | 10 grudnia 2001(dts)      |
| Członek Zarządu Województwa Mazowieckiego |                                              | Leszek Kwiatek (SLD)                         | 1 stycznia 1999(dts)   | 10 grudnia 2001(dts)      |
| Marszałek Województwa Mazowieckiego       |                                              | Adam Struzik (PSL)                           | 10 grudnia 2001(dts)   | 26 listopada 2002(dts)    |
| Wicemarszałek Województwa Mazowieckiego   |                                              | Marek Lejk (SLD)                             | 10 grudnia 2001(dts)   | 26 listopada 2002(dts)    |
| Członek Zarządu Województwa Mazowieckiego | Jolanta Gontarczyk (SLD)                     | 10 grudnia 2001(dts)                         | 26 listopada 2002(dts) |                           |
| Członek Zarządu Województwa Mazowieckiego | Zbigniew Ptasiewicz (SLD)                    | 10 grudnia 2001(dts)                         | 26 listopada 2002(dts) |                           |

## Zarząd Województwa Opolskiego I kadencji
| Funkcja                                | Imię i nazwisko (reprezentowane ugrupowanie) | Imię i nazwisko (reprezentowane ugrupowanie) | Czas pełnienia funkcji | Czas pełnienia funkcji |
| Funkcja                                | Imię i nazwisko (reprezentowane ugrupowanie) | Imię i nazwisko (reprezentowane ugrupowanie) | Od                     | Do                     |
| -------------------------------------- | -------------------------------------------- | -------------------------------------------- | ---------------------- | ---------------------- |
| Marszałek Województwa Opolskiego       |                                              | Stanisław Jałowiecki (AWS, RS AWS)           | 1 stycznia 1999(dts)   | 19 kwietnia 2002(dts)  |
| Wicemarszałek Województwa Opolskiego   |                                              | Ryszard Galla (MN)                           | 1 stycznia 1999(dts)   | 19 kwietnia 2002(dts)  |
| Marszałek Województwa Opolskiego       | 19 kwietnia 2002(dts)                        | Ryszard Galla (MN)                           | 16 listopada 2002(dts) |                        |
| Wicemarszałek Województwa Opolskiego   |                                              | Andrzej Rybarczyk (UW)                       | 1 stycznia 1999(dts)   | 19 kwietnia 2002(dts)  |
| Członek Zarządu Województwa Opolskiego |                                              | Leonard Cebula (MN)                          | 1 stycznia 1999(dts)   | 28 grudnia 1999(dts)   |
| Członek Zarządu Województwa Opolskiego |                                              | Stanisław Podwiński (AWS)                    | 1 stycznia 1999(dts)   | 26 stycznia 1999(dts)  |
| Członek Zarządu Województwa Opolskiego | Władysław Olszewski (AWS)                    | 26 stycznia 1999(dts)                        | 19 kwietnia 2002(dts)  |                        |
| Członek Zarządu Województwa Opolskiego |                                              | Hubert Niepala (MN)                          | 28 grudnia 1999(dts)   | 19 kwietnia 2002(dts)  |
| Wicemarszałek Województwa Opolskiego   | 19 kwietnia 2002(dts)                        | Hubert Niepala (MN)                          | 16 listopada 2002(dts) |                        |
| Wicemarszałek Województwa Opolskiego   |                                              | Norbert Lysek (SLD)                          | 19 kwietnia 2002(dts)  | 16 listopada 2002(dts) |
| Członek Zarządu Województwa Opolskiego | Grzegorz Kubat (SLD)                         | 19 kwietnia 2002(dts)                        | 16 listopada 2002(dts) |                        |
| Członek Zarządu Województwa Opolskiego | Ewa Olszewska (SLD)                          | 19 kwietnia 2002(dts)                        | 16 listopada 2002(dts) |                        |

## Zarząd Województwa Podkarpackiego I kadencji
| Funkcja                                    | Imię i nazwisko (reprezentowane ugrupowanie) | Imię i nazwisko (reprezentowane ugrupowanie) | Czas pełnienia funkcji | Czas pełnienia funkcji |
| Funkcja                                    | Imię i nazwisko (reprezentowane ugrupowanie) | Imię i nazwisko (reprezentowane ugrupowanie) | Od                     | Do                     |
| ------------------------------------------ | -------------------------------------------- | -------------------------------------------- | ---------------------- | ---------------------- |
| Marszałek Województwa Podkarpackiego       |                                              | Bogdan Rzońca (AWS)                          | 1 stycznia 1999(dts)   | 22 listopada 2002(dts) |
| Wicemarszałek Województwa Podkarpackiego   | Wiktor Stasiak (AWS)                         | 1 stycznia 1999(dts)                         | 22 listopada 2002(dts) |                        |
| Wicemarszałek Województwa Podkarpackiego   |                                              | Jan Tomaka (AWS, SKL)                        | 1 stycznia 1999(dts)   | 30 listopada 2001(dts) |
| Członek Zarządu Województwa Podkarpackiego |                                              | Władysław Ortyl (AWS, RS)                    | 1 stycznia 1999(dts)   | 25 lutego 2002(dts)    |
| Wicemarszałek Województwa Podkarpackiego   | 26 lutego 2002(dts)                          | Władysław Ortyl (AWS, RS)                    | 22 listopada 2002(dts) |                        |
| Członek Zarządu Województwa Podkarpackiego | Jan Sołek (AWS, RS)                          | 1 stycznia 1999(dts)                         | 22 listopada 2002(dts) |                        |

## Zarząd Województwa Podlaskiego I kadencji
| Funkcja                                 | Imię i nazwisko (reprezentowane ugrupowanie) | Imię i nazwisko (reprezentowane ugrupowanie) | Czas pełnienia funkcji | Czas pełnienia funkcji    |
| Funkcja                                 | Imię i nazwisko (reprezentowane ugrupowanie) | Imię i nazwisko (reprezentowane ugrupowanie) | Od                     | Do                        |
| --------------------------------------- | -------------------------------------------- | -------------------------------------------- | ---------------------- | ------------------------- |
| Marszałek Województwa Podlaskiego       |                                              | Sławomir Zgrzywa (AWS, RS / PO)              | 1 stycznia 1999(dts)   | 30 listopada 2002(dts)    |
| Wicemarszałek Województwa Podlaskiego   |                                              | Dariusz Ciszewski (AWS, RS)                  | 1 stycznia 1999(dts)   | 30 listopada 2002(dts)    |
| Wicemarszałek Województwa Podlaskiego   |                                              | Aleksander Usakiewicz (AWS, ZChN)            | 1 stycznia 1999(dts)   | 30 listopada 2002(dts)    |
| Członek Zarządu Województwa Podlaskiego |                                              | Elżbieta Kaufman-Suszko (AWS, PPChD)         | 1 stycznia 1999(dts)   | 20 października 2000(dts) |
| Członek Zarządu Województwa Podlaskiego |                                              | Adam Szczepanowski (AWS)                     | 1 stycznia 1999(dts)   | 30 listopada 2002(dts)    |
| Członek Zarządu Województwa Podlaskiego | Marek Domagała (AWS)                         | 20 października 2000(dts)                    | 30 listopada 2002(dts) |                           |

## Zarząd Województwa Pomorskiego I kadencji
| Funkcja                                            | Imię i nazwisko (reprezentowane ugrupowanie) | Imię i nazwisko (reprezentowane ugrupowanie) | Czas pełnienia funkcji    | Czas pełnienia funkcji    |
| Funkcja                                            | Imię i nazwisko (reprezentowane ugrupowanie) | Imię i nazwisko (reprezentowane ugrupowanie) | Od                        | Do                        |
| -------------------------------------------------- | -------------------------------------------- | -------------------------------------------- | ------------------------- | ------------------------- |
| Marszałek Województwa Pomorskiego                  |                                              | Jan Zarębski (RS)                            | 1 stycznia 1999(dts)      | 2 grudnia 2002(dts)       |
| Wiceprzewodniczący Zarządu Województwa Pomorskiego |                                              | Grzegorz Grzelak (AWS, SKL)                  | 1 stycznia 1999(dts)      | 8 listopada 1999(dts)     |
| Wicemarszałek Województwa Pomorskiego              |                                              | Jacek Kurski (AWS, ZChN)                     | 1 stycznia 1999(dts)      | 15 października 2001(dts) |
| Członek Zarządu Województwa Pomorskiego            |                                              | Dariusz Sobczak (UW)                         | 1 stycznia 1999(dts)      | 20 listopada 2000(dts)    |
| Członek Zarządu Województwa Pomorskiego            |                                              | Witold Namyślak (RS)                         | 1 stycznia 1999(dts)      | 17 kwietnia 2000(dts)     |
| Wicemarszałek Województwa Pomorskiego              | 17 kwietnia 2000(dts)                        | Witold Namyślak (RS)                         | 2 grudnia 2002(dts)       |                           |
| Członek Zarządu Województwa Pomorskiego            |                                              | Kazimierz Klawiter (AWS / PiS)               | 17 kwietnia 2000(dts)     | 2 grudnia 2002(dts)       |
| Członek Zarządu Województwa Pomorskiego            |                                              | Bogdan Borusewicz (UW)                       | 19 października 2001(dts) | 2 grudnia 2002(dts)       |
| Wicemarszałek Województwa Pomorskiego              |                                              | Jan Kozłowski (PO)                           | 22 listopada 2001(dts)    | 2 grudnia 2002(dts)       |

## Zarząd Województwa Śląskiego I kadencji
| Funkcja                                          | Imię i nazwisko (reprezentowane ugrupowanie) | Imię i nazwisko (reprezentowane ugrupowanie) | Czas pełnienia funkcji | Czas pełnienia funkcji |
| Funkcja                                          | Imię i nazwisko (reprezentowane ugrupowanie) | Imię i nazwisko (reprezentowane ugrupowanie) | Od                     | Do                     |
| ------------------------------------------------ | -------------------------------------------- | -------------------------------------------- | ---------------------- | ---------------------- |
| Marszałek Województwa Śląskiego                  |                                              | Jan Olbrycht (AWS / WS, RS)                  | 1 stycznia 1999(dts)   | 26 listopada 2002(dts) |
| Wiceprzewodniczący Zarządu Województwa Śląskiego |                                              | Jan Rzymełka (UW)                            | 1 stycznia 1999(dts)   | 13 marca 2000(dts)     |
| Wicemarszałek Województwa Śląskiego              |                                              | Grzegorz Szpyrka (AWS / PO)                  | 1 stycznia 1999(dts)   | 26 listopada 2002(dts) |
| Członek Zarządu Województwa Śląskiego            |                                              | Jerzy Guła (AWS / WS, RS)                    | 1 stycznia 1999(dts)   | 26 listopada 2002(dts) |
| Członek Zarządu Województwa Śląskiego            |                                              | Lucjan Kępka (UW)                            | 1 stycznia 1999(dts)   | 26 listopada 2002(dts) |
| Wicemarszałek Województwa Śląskiego              | Waldemar Jędrusiński (UW)                    | 29 maja 2000(dts)                            | 26 listopada 2002(dts) |                        |

## Zarząd Województwa Świętokrzyskiego I kadencji
| Funkcja                                      | Imię i nazwisko (reprezentowane ugrupowanie) | Imię i nazwisko (reprezentowane ugrupowanie) | Czas pełnienia funkcji    | Czas pełnienia funkcji    |
| Funkcja                                      | Imię i nazwisko (reprezentowane ugrupowanie) | Imię i nazwisko (reprezentowane ugrupowanie) | Od                        | Do                        |
| -------------------------------------------- | -------------------------------------------- | -------------------------------------------- | ------------------------- | ------------------------- |
| Marszałek Województwa Świętokrzyskiego       |                                              | Józef Szczepańczyk (PSL)                     | 1 stycznia 1999(dts)      | 22 października 2001(dts) |
| Wicemarszałek Województwa Świętokrzyskiego   |                                              | Włodzimierz Wójcik (SLD)                     | 1 stycznia 1999(dts)      | 22 października 2001(dts) |
| Członek Zarządu Województwa Świętokrzyskiego |                                              | Roman Dziedzic                               | 1 stycznia 1999(dts)      | 22 października 2001(dts) |
| Członek Zarządu Województwa Świętokrzyskiego |                                              | Janusz Kubiakowski (PSL)                     | 1 stycznia 1999(dts)      | 22 października 2001(dts) |
| Członek Zarządu Województwa Świętokrzyskiego | 22 października 2001(dts)                    | Janusz Kubiakowski (PSL)                     | 27 listopada 2002(dts)    |                           |
| Członek Zarządu Województwa Świętokrzyskiego |                                              | Franciszek Wołodźko (SLD)                    | 1 stycznia 1999(dts)      | 22 października 2001(dts) |
| Wicemarszałek Województwa Świętokrzyskiego   | 22 października 2001(dts)                    | Franciszek Wołodźko (SLD)                    | 27 listopada 2002(dts)    |                           |
| Marszałek Województwa Świętokrzyskiego       |                                              | Józef Kwiecień (PSL)                         | 22 października 2001(dts) | 27 listopada 2002(dts)    |
| Członek Zarządu Województwa Świętokrzyskiego |                                              | Kazimierz Jesionek (SLD)                     | 22 października 2001(dts) | 27 listopada 2002(dts)    |
| Członek Zarządu Województwa Świętokrzyskiego |                                              | Mariusz Olszewski (WŚ)                       | 22 października 2001(dts) | 27 listopada 2002(dts)    |

## Zarząd Województwa Warmińsko-Mazurskiego I kadencji
| Funkcja                                                      | Imię i nazwisko (reprezentowane ugrupowanie) | Imię i nazwisko (reprezentowane ugrupowanie) | Czas pełnienia funkcji    | Czas pełnienia funkcji    |
| Funkcja                                                      | Imię i nazwisko (reprezentowane ugrupowanie) | Imię i nazwisko (reprezentowane ugrupowanie) | Od                        | Do                        |
| ------------------------------------------------------------ | -------------------------------------------- | -------------------------------------------- | ------------------------- | ------------------------- |
| Marszałek Województwa Warmińsko-Mazurskiego                  |                                              | Jerzy Szmit (AWS, RS AWS)                    | 1 stycznia 1999(dts)      | 14 października 1999(dts) |
| Wiceprzewodniczący Zarządu Województwa Warmińsko-Mazurskiego |                                              | Irena Petryna (PSL)                          | 1 stycznia 1999(dts)      | 14 października 1999(dts) |
| Wicemarszałek Województwa Warmińsko-Mazurskiego              | 14 października 1999(dts)                    | Irena Petryna (PSL)                          | 16 listopada 2002(dts)    |                           |
| Wiceprzewodniczący Zarządu Województwa Warmińsko-Mazurskiego |                                              | Wojciech Samulowski (UW)                     | 1 stycznia 1999(dts)      | 14 października 1999(dts) |
| Wicemarszałek Województwa Warmińsko-Mazurskiego              | 14 października 1999(dts)                    | Wojciech Samulowski (UW)                     | 16 listopada 2002(dts)    |                           |
| Członek Zarządu Województwa Warmińsko-Mazurskiego            |                                              | Kazimierz Gutowski (PSL)                     | 1 stycznia 1999(dts)      | 14 października 1999(dts) |
| Członek Zarządu Województwa Warmińsko-Mazurskiego            |                                              | Tadeusz Sobierajski (UW)                     | 1 stycznia 1999(dts)      | 14 października 1999(dts) |
| Członek Zarządu Województwa Warmińsko-Mazurskiego            | 14 października 1999(dts)                    | Tadeusz Sobierajski (UW)                     | 16 listopada 2002(dts)    |                           |
| Marszałek Województwa Warmińsko-Mazurskiego                  |                                              | Andrzej Ryński (SLD)                         | 14 października 1999(dts) | 16 listopada 2002(dts)    |
| Członek Zarządu Województwa Warmińsko-Mazurskiego            |                                              | Bogdan Meina (PSL)                           | 14 października 1999(dts) | 16 listopada 2002(dts)    |

## Zarząd Województwa Wielkopolskiego I kadencji
| Funkcja                                     | Imię i nazwisko (reprezentowane ugrupowanie) | Imię i nazwisko (reprezentowane ugrupowanie) | Czas pełnienia funkcji | Czas pełnienia funkcji    |
| Funkcja                                     | Imię i nazwisko (reprezentowane ugrupowanie) | Imię i nazwisko (reprezentowane ugrupowanie) | Od                     | Do                        |
| ------------------------------------------- | -------------------------------------------- | -------------------------------------------- | ---------------------- | ------------------------- |
| Marszałek Województwa Wielkopolskiego       |                                              | Stefan Mikołajczak (SLD)                     | 1 stycznia 1999(dts)   | 19 listopada 2002(dts)    |
| Wicemarszałek Województwa Wielkopolskiego   |                                              | Jan Kopczyk (PSL)                            | 1 stycznia 1999(dts)   | 29 października 2001(dts) |
| Wicemarszałek Województwa Wielkopolskiego   |                                              | Kazimierz Kościelny (SLD)                    | 1 stycznia 1999(dts)   | 19 listopada 2002(dts)    |
| Członek Zarządu Województwa Wielkopolskiego |                                              | Wojciech Jankowiak (PSL)                     | 1 stycznia 1999(dts)   | 17 listopada 2001(dts)    |
| Członek Zarządu Województwa Wielkopolskiego |                                              | Andrzej Nowakowski (SLD)                     | 1 stycznia 1999(dts)   | 29 października 2001(dts) |
| Wicemarszałek Województwa Wielkopolskiego   |                                              | Eugeniusz Grzeszczak (PSL)                   | 17 listopada 2001(dts) | 19 listopada 2002(dts)    |
| Członek Zarządu Województwa Wielkopolskiego |                                              | Leszek Sikorski (SLD)                        | 17 listopada 2001(dts) | 19 listopada 2002(dts)    |
| Członek Zarządu Województwa Wielkopolskiego | Bogdan Zastawny (SLD)                        | 26 listopada 2001(dts)                       | 19 listopada 2002(dts) |                           |

## Zarząd Województwa Zachodniopomorskiego I kadencji
| Funkcja                                          | Imię i nazwisko (reprezentowane ugrupowanie) | Imię i nazwisko (reprezentowane ugrupowanie) | Czas pełnienia funkcji | Czas pełnienia funkcji |
| Funkcja                                          | Imię i nazwisko (reprezentowane ugrupowanie) | Imię i nazwisko (reprezentowane ugrupowanie) | Od                     | Do                     |
| ------------------------------------------------ | -------------------------------------------- | -------------------------------------------- | ---------------------- | ---------------------- |
| Marszałek Województwa Zachodniopomorskiego       |                                              | Zbigniew Zychowicz (SLD)                     | 1 stycznia 1999(dts)   | 26 stycznia 2000(dts)  |
| Wicemarszałek Województwa Zachodniopomorskiego   |                                              | Andrzej Durka (PSL)                          | 1 stycznia 1999(dts)   | 26 listopada 2001(dts) |
| Wicemarszałek Województwa Zachodniopomorskiego   |                                              | Henryk Rupnik (SLD)                          | 1 stycznia 1999(dts)   | 9 grudnia 2002(dts)    |
| Członek Zarządu Województwa Zachodniopomorskiego | Karol Osowski (SLD)                          | 1 stycznia 1999(dts)                         | 26 listopada 2001(dts) |                        |
| Członek Zarządu Województwa Zachodniopomorskiego |                                              | Andrzej Posłuszny (PSL)                      | 1 stycznia 1999(dts)   | 9 grudnia 2002(dts)    |
| Marszałek Województwa Zachodniopomorskiego       |                                              | Józef Faliński (SLD)                         | 26 stycznia 2000(dts)  | 9 grudnia 2002(dts)    |
| Wicemarszałek Województwa Zachodniopomorskiego   | Ryszard Tomczyk (SLD)                        | 26 listopada 2001(dts)                       | 9 grudnia 2002(dts)    |                        |
| Członek Zarządu Województwa Zachodniopomorskiego |                                              | Krystyna Pieczyńska                          | 26 listopada 2001(dts) | 9 grudnia 2002(dts)    |